# 15494 Lucylake
15494 Lucylake è un asteroide della fascia principale. Scoperto nel 1999, presenta un'orbita caratterizzata da un semiasse maggiore pari a 2,664974 UA e da un'eccentricità di 0,134419, inclinata di 15,111453° rispetto all'eclittica. Ha un diametro di 11,456 km.